# جانسون (کامیونیتی)، ویسکانسین
جانسون (به انگلیسی: Johnson) یک منطقهٔ مسکونی در ایالات متحده آمریکا است که در شهرستان ماراتون، ویسکانسین واقع شده‌است. جانسون ۴۳۸٫۰ متر بالاتر از سطح دریا واقع شده‌است.